# Dannemarie-sur-Crète
Dannemarie-sur-Crète est une commune française située dans le département du Doubs, la région culturelle et historique de Franche-Comté et la région administrative Bourgogne-Franche-Comté.

## Géographie

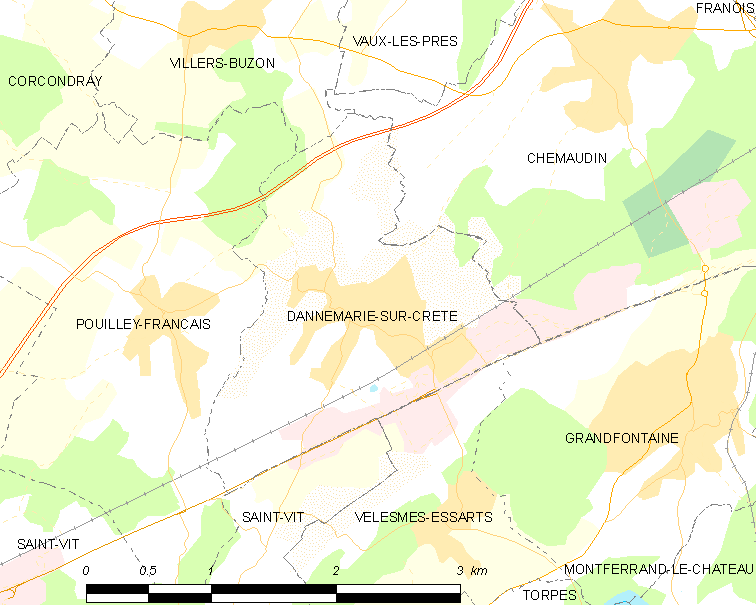
Situation de Dannemarie-sur-Crête.

### Transports
La commune est desservie par les lignes 57 et 59 du réseau de transport en commun Ginko.
Elle dispose dispose d'un arrêt SNCF sur la ligne BESANCON-DIJON. https://www.ter.sncf.com/bourgogne-franche-comte/gares/87718312/Dannemarie-Velesme/pratique

### Climat
Pour des articles plus généraux, voir Climat de la Bourgogne-Franche-Comté et Climat du Doubs.
En 2010, le climat de la commune est de type climat des marges montagnardes, selon une étude du Centre national de la recherche scientifique s'appuyant sur une série de données couvrant la période 1971-2000. En 2020, Météo-France publie une typologie des climats de la France métropolitaine dans laquelle la commune est exposée à un climat semi-continental et est dans la région climatique  Jura, caractérisée par une forte pluviométrie en toutes saisons (1 000 à 1 500 mm/an), des hivers rigoureux et un ensoleillement médiocre. 
Pour la période 1971-2000, la température annuelle moyenne est de 10,4 °C, avec une amplitude thermique annuelle de 17,1 °C. Le cumul annuel moyen de précipitations est de 1 133 mm, avec 12,7 jours de précipitations en janvier et 9,3 jours en juillet. Pour la période 1991-2020, la température moyenne annuelle observée sur la station météorologique installée sur la commune est de 11,3 °C et le cumul annuel moyen de précipitations est de 1 066,6 mm. 
La température maximale relevée sur cette station est de 39,9 °C, atteinte le 25 juillet 2019 ; la température minimale est de −22 °C, atteinte le 9 janvier 1985,,. 
| Mois                                  | jan.           | fév.           | mars           | avril         | mai           | juin          | jui.          | août          | sep.           | oct.          | nov.            | déc.            | année     |
| ------------------------------------- | -------------- | -------------- | -------------- | ------------- | ------------- | ------------- | ------------- | ------------- | -------------- | ------------- | --------------- | --------------- | --------- |
| Température minimale moyenne (°C)     | −0,4           | −0,3           | 2,5            | 5             | 8,9           | 12,3          | 14,1          | 13,8          | 10,5           | 7,3           | 3               | 0,4             | 6,4       |
| Température moyenne (°C)              | 2,8            | 3,7            | 7,5            | 10,8          | 14,7          | 18,3          | 20,2          | 20            | 16,1           | 12            | 6,5             | 3,4             | 11,3      |
| Température maximale moyenne (°C)     | 6              | 7,8            | 12,5           | 16,5          | 20,5          | 24,3          | 26,3          | 26,2          | 21,7           | 16,7          | 10              | 6,3             | 16,2      |
| Record de froid (°C) date du record   | −22 09.01.1985 | −15 11.02.1986 | −14,9 01.03.05 | −4,3 08.04.21 | −1,4 06.05.19 | 2,4 03.06.06  | 6,5 03.07.11  | 4 31.08.1986  | 0,5 30.09.1987 | −6 31.10.1997 | −10 27.11.1985  | −19,5 20.12.09  | −22 1985  |
| Record de chaleur (°C) date du record | 16,8 30.01.02  | 22,3 24.02.21  | 25,4 31.03.21  | 28,1 21.04.18 | 32,7 25.05.09 | 36,7 27.06.19 | 39,9 25.07.19 | 39,3 12.08.03 | 34,3 14.09.20  | 30 07.10.09   | 23,1 11.11.1995 | 20,5 16.12.1989 | 39,9 2019 |
| Précipitations (mm)                   | 77,8           | 73,4           | 78,7           | 80,1          | 101,8         | 86,4          | 80,8          | 88,2          | 90,2           | 107,5         | 104,3           | 97,4            | 1 066,6   |

| Diagramme climatique                                  |             |             |           |              |              |              |              |              |              |          |            |
| J                                                     | F           | M           | A         | M            | J            | J            | A            | S            | O            | N        | D          |
| 6−0,477,8                                             | 7,8−0,373,4 | 12,52,578,7 | 16,5580,1 | 20,58,9101,8 | 24,312,386,4 | 26,314,180,8 | 26,213,888,2 | 21,710,590,2 | 16,77,3107,5 | 103104,3 | 6,30,497,4 |
| Moyennes : • Temp. maxi et mini °C • Précipitation mm |             |             |           |              |              |              |              |              |              |          |            |

Les paramètres climatiques de la commune ont été estimés pour le milieu du siècle (2041-2070) selon différents scénarios d'émission de gaz à effet de serre à partir des nouvelles projections climatiques de référence DRIAS-2020. Ils sont consultables sur un site dédié publié par Météo-France en novembre 2022.

## Urbanisme

### Typologie
Au 1er janvier 2024, Dannemarie-sur-Crète est catégorisée petite ville, selon la nouvelle grille communale de densité à 7 niveaux définie par l'Insee en 2022.
Elle est située hors unité urbaine. Par ailleurs la commune fait partie de l'aire d'attraction de Besançon, dont elle est une commune de la couronne,. Cette aire, qui regroupe 310 communes, est catégorisée dans les aires de 200 000 à moins de 700 000 habitants,.

### Occupation des sols
L'occupation des sols de la commune, telle qu'elle ressort de la base de données européenne d’occupation biophysique des sols Corine Land Cover (CLC), est marquée par l'importance des territoires agricoles (64,3 % en 2018), en diminution par rapport à 1990 (73,1 %). La répartition détaillée en 2018 est la suivante : 
zones agricoles hétérogènes (52 %), zones urbanisées (21,2 %), zones industrielles ou commerciales et réseaux de communication (12,4 %), terres arables (7,6 %), prairies (4,7 %), forêts (2,1 %). L'évolution de l’occupation des sols de la commune et de ses infrastructures peut être observée sur les différentes représentations cartographiques du territoire : la carte de Cassini (XVIIIe siècle), la carte d'état-major (1820-1866) et les cartes ou photos aériennes de l'IGN pour la période actuelle (1950 à aujourd'hui).

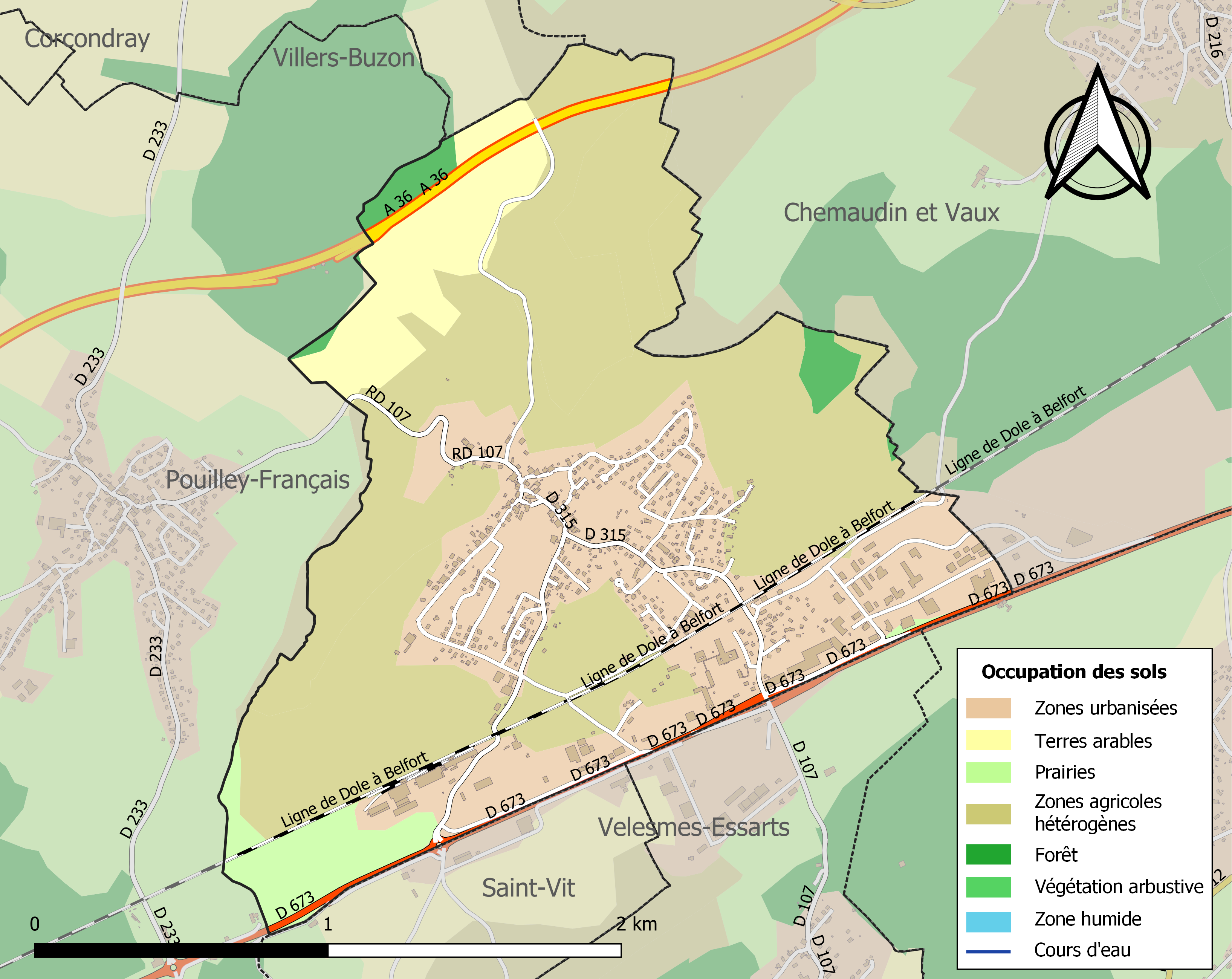
Carte des infrastructures et de l'occupation des sols de la commune en 2018 (CLC).

## Toponymie
Domna Maria en 1110 ; Dennemarie en 1268 ; Dompna Maria en 1275 ; Dampnamaria au XVe siècle et au XVIe siècle ; Daimpnemarie en 1590 - Devient Dannemarie-sur-Créte par décret du 24 janvier 1922.
Construite sur une crête d'altitude de 303 mètres, son point culminant se situe au bois du Cras à 304 mètres tandis que la cote la plus basse se trouve sur la route nationale au carrefour de celle-ci avec la route Dannemarie-sur-Crète-Velesmes-Essarts.

## Histoire
Sous l'ère des ducs de Bourgogne, Dannemarie n'est qu'un petit hameau d'une douzaine de maisons groupées autour d'un prieuré, de moines Augustins. 
Les terres étaient rattachées aux seigneurs de Montferrant, Torpes ou Corcondray, dont les finages se rejoignaient près du moulin de Bénusse.
En 1477, la Franche-Comté, et avec elle Dannemarie passe dans la maison de Habsbourg.
L'obligation de cuire son pain au four banal disparait dans un acte du 13 décembre 1692, permettant aux habitants de Dannemarie de construire, chacun, un four; cependant un tribut d'une mesure de blé de froment était payée au seigneur le jour de la fête de  la saint Martin d'hiver.  L'ancien four banal est d'ailleurs encore aujourd'hui visible dans la cour du château. 
Au cours du XVIIe siècle, et plus particulièrement pendant la guerre de Trente Ans, Dannemarie, comme toutes les communes de l'Est souffrit de déprédations de bandes. Aussi bien ne trouve-t-on plus actuellement dans le village qu'une seule maison de cette époque.
Mais, immédiatement après la conquête de la Franche-Comté par Louis XIV, le village prend un remarquable essor, en même temps que Besançon se couvre de monuments magnifiques.
Dannemarie souffre pendant la révolution de nombreuses réquisitions au profit de l'armée du Rhin.
En 1804, les communes de Pouilley-Français, Villers-Buzon et Bénusse sont réunies à la paroisse de Dannemarie.
L'activité du conseil municipal, au cours de la Restauration et de la monarchie de Juillet est assez restreinte  : la commune se plaint d'être la plus pauvre de toutes ; effectivement elle n'a que des bois insignifiants comme ressource. Pour se procurer des ressources, la paroisse loue les bancs de l'église aux fidèles au prix moyen de 3 francs par an.
La ligne Paris - Dijon - Dole est mise en service en 1855 et l'inauguration du nouveau tronçon de Dole à Besançon a lieu le 7 avril 1856. Le village dispose d'une gare.
Il y eut peu de faits marquants pendant la deuxième République puis sous le Second Empire.
Cité dans l'ouvrage "la guerre en province pendant le siège de Paris 1870 - 1871" de Charles de Freycinet, page 260, les bois de Dannemarie (bois de Servole) étaient occupés par des Prussiens; des combats sont relatés dans les mémoires du général Cremer. 
Comme conséquence des défaites françaises de la guerre de 1870, les habitants eurent évidemment à supporter individuellement la contribution de guerre imposée par Bismarck qui s'élevait à 5 milliards d'or. Pendant la période 1871-1902, le conseil municipal eut souvent à débattre de la question scolaire. En effet deux écoles fonctionnaient simultanément : l'école publique mixte et l'école libre de filles qui finalement ferme le 18 décembre 1898.
Le 9 août 1914, est voté un crédit de 500 francs « pour les besoins de plusieurs familles, par suite de départ de leur chef au front  ». Le maire devait : secourir les familles nécessiteuses et les veuves ; porter aide aux femmes et aux vieillards qui assuraient péniblement la marche des cultures en l'absence du mobilisé.
Pendant ces tragiques années, le village payait aussi de son sang un  tribut  comme en font foi les plaques commémoratives apposées dans l'église et sur le monument aux morts :  4 morts pour la France,  sans compter de nombreux blessés.
Aucun événement particulier n'est à signaler jusqu'au mois de mai 1940. En juin, l'invasion de la France s'étend jusqu'à la Suisse. Dannemarie est occupée par les Allemands jusqu'en 1941. À l'exception de vols ou de bris de meubles de la commune, la troupe allemande n'exerce pas de graves sévices. Dans la nuit du 8 au 9 septembre 1944, à minuit, les Américains, précédés de chars, pénètrent sur la place de l'église et poursuivent l'armée en déroute.
La ligne de chemin de fer fut mitraillée à hauteur de la gare et un mécanicien de la SNCF fut tué; son souvenir est rappelé par une plaque apposée sur la mairie (ex gare).
Les combats de la Seconde Guerre mondiale n'ont pas rajouté de noms à la liste des victimes de conflits; 4 habitants furent prisonniers de guerre. 
En 1970, les premiers élèves font leur rentrée au lycée Granvelle. http://granvelle.educagri.fr/
Achetée par la commune en 1994, la gare est devenue la mairie en 1997.

## Politique et administration

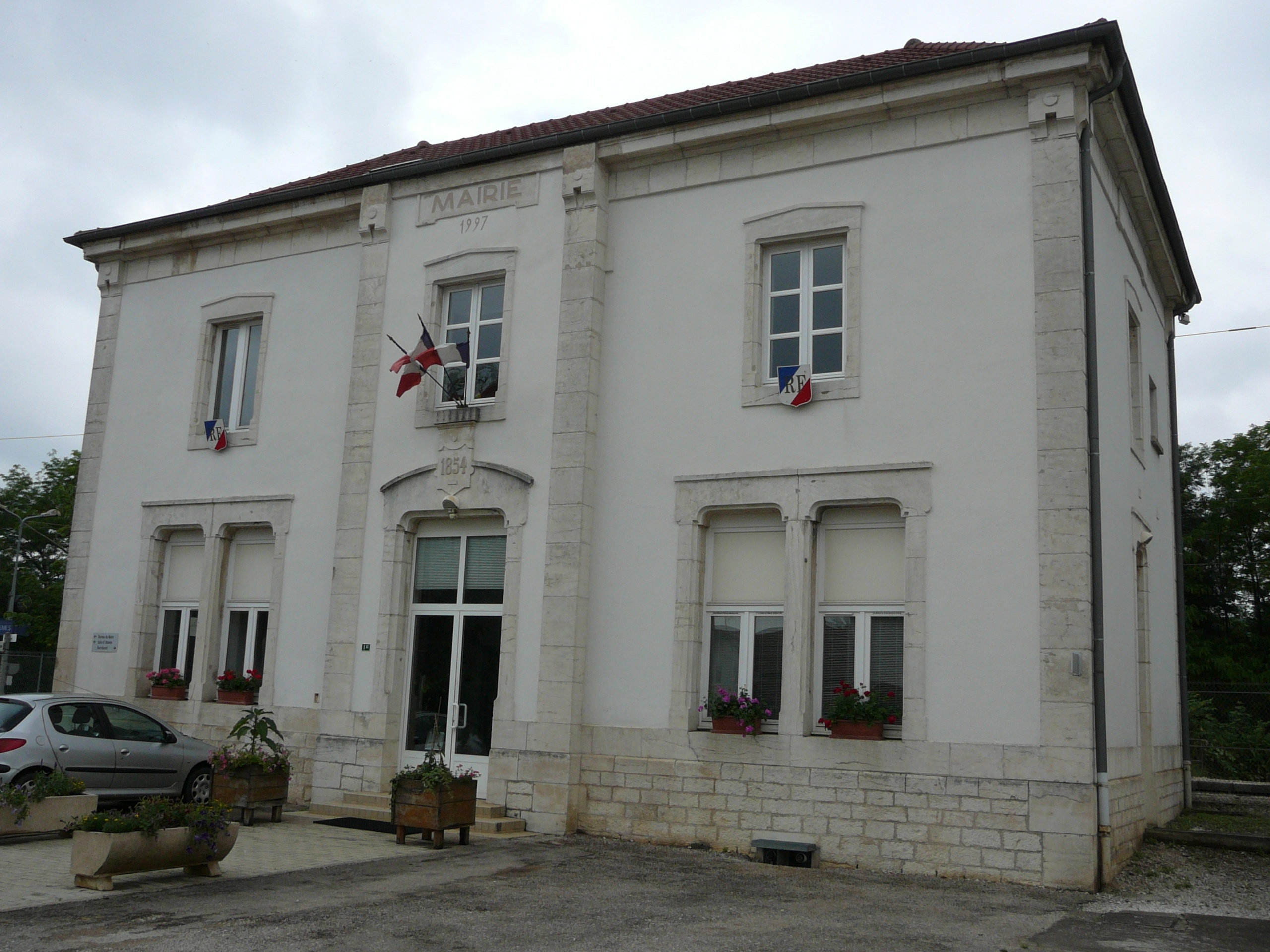
L'ancienne gare devenue mairie.

| Période                                  | Période  | Identité         | Étiquette | Qualité |
| ---------------------------------------- | -------- | ---------------- | --------- | ------- |
| mai 2020                                 | en cours | Sébastien Perrin |           |         |
| Les données manquantes sont à compléter. |          |                  |           |         |

## Démographie
L'évolution du nombre d'habitants est connue à travers les recensements de la population effectués dans la commune depuis 1793. Pour les communes de moins de 10 000 habitants, une enquête de recensement portant sur toute la population est réalisée tous les cinq ans, les populations de référence des années intermédiaires étant quant à elles estimées par interpolation ou extrapolation. Pour la commune, le premier recensement exhaustif entrant dans le cadre du nouveau dispositif a été réalisé en 2008.

En 2022, la commune comptait 1 503 habitants, en évolution de +3,8 % par rapport à 2016 (Doubs : +1,88 %, France hors Mayotte : +2,11 %).
| 1793 | 1800 | 1806 | 1821 | 1831 | 1836 | 1841 | 1846 | 1851 |
| ---- | ---- | ---- | ---- | ---- | ---- | ---- | ---- | ---- |
| 263  | 297  | 269  | 222  | 270  | 280  | 268  | 251  | 260  |

| 1856 | 1861 | 1866 | 1872 | 1876 | 1881 | 1886 | 1891 | 1896 |
| ---- | ---- | ---- | ---- | ---- | ---- | ---- | ---- | ---- |
| 220  | 252  | 257  | 240  | 221  | 227  | 215  | 206  | 199  |

| 1901 | 1906 | 1911 | 1921 | 1926 | 1931 | 1936 | 1946 | 1954 |
| ---- | ---- | ---- | ---- | ---- | ---- | ---- | ---- | ---- |
| 191  | 170  | 163  | 151  | 162  | 147  | 162  | 160  | 199  |

| 1962 | 1968 | 1975 | 1982 | 1990 | 1999 | 2006  | 2008  | 2013  |
| ---- | ---- | ---- | ---- | ---- | ---- | ----- | ----- | ----- |
| 250  | 239  | 444  | 653  | 774  | 938  | 1 271 | 1 317 | 1 365 |

| 2018  | 2022  | - | - | - | - | - | - | - |
| ----- | ----- | - | - | - | - | - | - | - |
| 1 497 | 1 503 | - | - | - | - | - | - | - |

## Culture locale et patrimoine

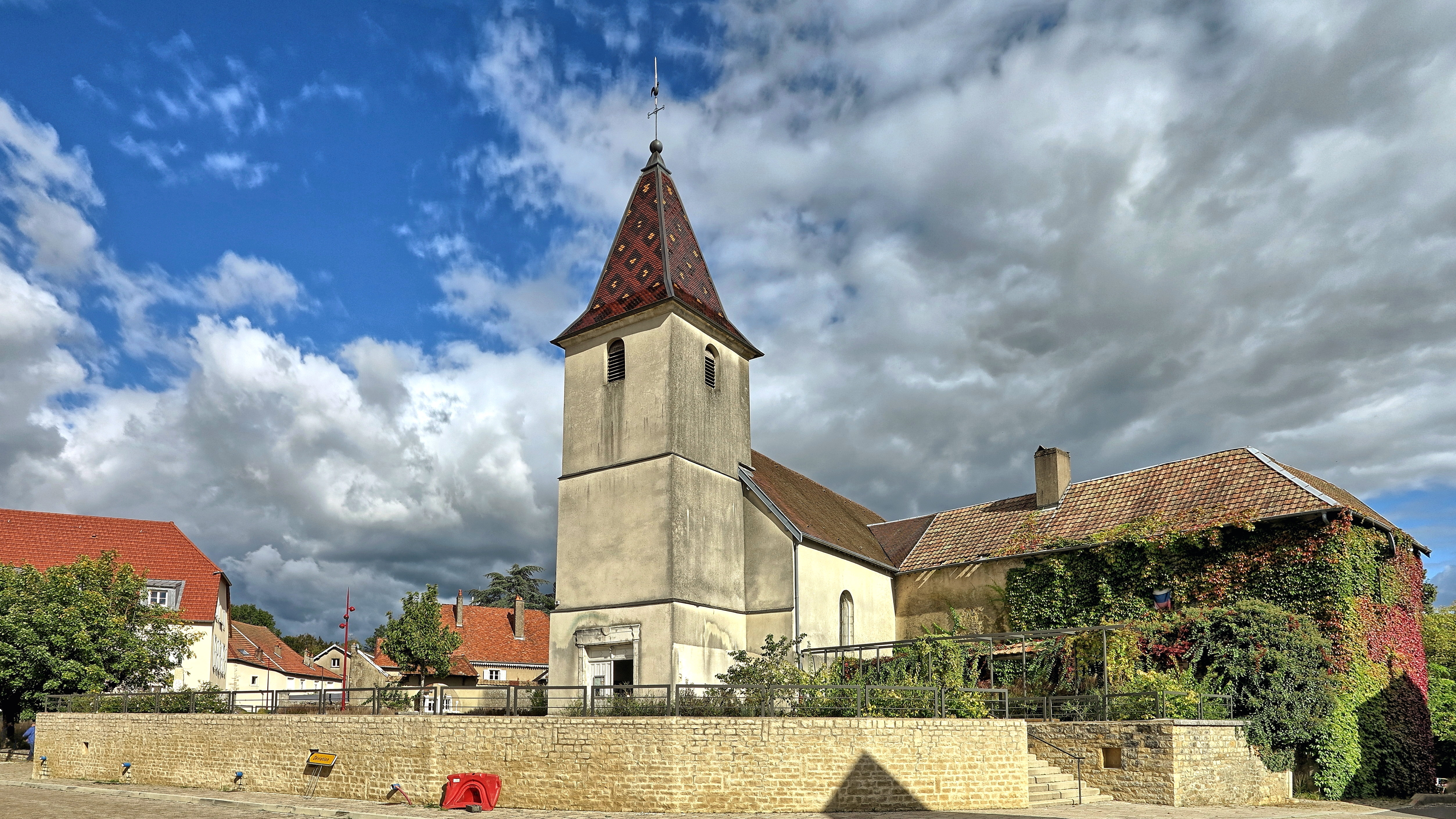
L'église de l'Assomption.

### Lieux et monuments
- Lycée agricole Perrenot-de-Granvelle. Le lycée, conçu par Jacques Clipet et Gérard Boucton et achevé en 1969, bénéficie depuis 2020 du label Architecture contemporaine remarquable[17].
- Gare de Dannemarie-Velesmes.
- Une église sous le vocable de l'Assomption.
- Un pressoir. Un alambic. Une fontaine. Un four banal. Un lavoir.

### Personnalités liées à la commune
- Marcelle Mourot (1918-1982), résistante, déportée est née à Dannemarie-sur-Crête